# Pachivaginalite
La pachivaginalite è una affezione infiammatoria della tunica vaginale testicolare, cronica essudativa e scleroproduttiva di solito unilaterale. 

## Diagnosi
La membrana sierosa che accoglie il testicolo assume l'aspetto di un involucro opaco e spesso, nella cui cavità è contenuto un versamento sieroso o siero-emorragico di colorito citrino o brunastro francamente emorragico. Quindi si parlerà di pachivaginalite sierosa o emorragica.
Il guscio di pachivaginalite si presenta con forma che ricorda il testicolo sano ma alquanto ingrandita e di consistenza aumentata, in realtà il testicolo è nascosto nella profondità del guscio. La malattia si pone in diagnosi differenziale con orchite luetica e seminoma.

## Cause
L'eziologia è idiopatica nella maggior parte dei casi, anche se può essere la complicanza di un idrocele oppure avere origine tubercolare per trasporto ematogeno di bacilli di Koch da un focolaio lontano e ignorato.

## Terapia
La terapia è chirurgica e consiste nella resezione della tunica vaginale se i vasi spermatici sono integri, altrimenti è necessaria l'orchiectomia. Nel caso di origine tubercolare la terapia antibiotica deve precedere e seguire l'intervento.